# Jane Krakowski
Pour les articles homonymes, voir Krakowski.
Jane Krakowski née le 11 octobre 1968 à Parsippany, (New Jersey, États-Unis), est une actrice, danseuse et chanteuse américaine.
Elle se fait connaître grâce à son rôle de secrétaire pipelette dans la série télévisée Ally McBeal (1997-2002) qui lui permet d'acquérir une notoriété publique importante. 
Elle confirme ses talents d'actrice comique avec les sitcoms 30 Rock (2006-2013) et Unbreakable Kimmy Schmidt (2015-2019). Elle a été récompensée lors de prestigieuses cérémonies de remises de prix comme les Screen Actor Guild Awards et les Critics Choice Television Awards et a aussi été nommée pour un Golden Globe Award et a reçu cinq nominations pour un Emmy Awards. 
Elle est également populaire dans le milieu du théâtre, c'est une habituée de la scène de Broadway. Elle est notamment lauréate d'un Tony Award, d'un Drama Desk Award et d'un Olivier Award grâce à ses différentes interprétations.

## Biographie

### Enfance et formation
Son père Ed, est un ingénieur chimiste d'origine polonaise, et sa mère, Barbara, est une institutrice de théâtre universitaire, d'origine canadienne et écossaise, notamment directrice artistique de la Women's Theatre Company. Elle a un frère aîné,,. 
Dès son plus jeune âge, elle suit ses parents sur les différentes scènes de théâtre locales dans lesquelles ils se produisent. L'actrice déclare : «Au lieu d'embaucher des baby-sitters, ils m'ont amené avec eux.» Elle prend des leçons de ballet à partir de quatre ans mais finit par arrêter pour préférer les cours de danse de Broadway. 
Elle est inscrite à la Professionnal Children's School à New York et poursuit ses études à l'université de Rutgers, à New-Brunswick. C'est là qu'elle rencontre Calista Flockhart, sa future partenaire de jeu.

### Les débuts
Sa carrière commence en 1983, avec une apparition dans un épisode de la série télévisée ABC Weekend Specials, une intervention dans le téléfilm No Big Deal et un second rôle, au cinéma, pour la comédie Bonjour les vacances... avec Chevy Chase et Beverly D'Angelo. 
En 1984, elle décroche son premier rôle majeur, à la télévision, dans le soap opera du réseau NBC, Search for Tomorrow, un rôle qu'elle va tenir jusqu’à la fin du programme, en 1986. Première reconnaissance par la profession, elle est nommée deux années consécutives pour le Daytime Emmy Awards de la Meilleure jeune actrice dans une série télévisée dramatique.
En 1987, en tant que chanteuse et danseuse de formation, elle fait ses débuts sur la mythique scène de théâtre de Broadway pour la pièce Starlight Express[réf. nécessaire].  
Après son rôle régulier, elle décroche un rôle mineur dans le thriller horrifique Liaison fatale avec Michael Douglas et Glenn Close. A la télévision, elle est à l'affiche du téléfilm, When We Were Young, en 1989. Cette année-là, elle intègre le feuilleton télévisé Another World, pendant 9 épisodes. Ce programme marque notamment les premiers pas d'acteur de Brad Pitt.   
Cette même année, elle apparaît dans la comédie musicale Grand Hotel, elle incarne une styliste et aspirante actrice, sa performance est saluée et marque ainsi le début d'une succession de récompenses et citations majeures par le milieu du théâtre.  
À partir du début des années 1990, elle enchaîne les apparitions dans différents programmes comme Les Aventures du jeune Indiana Jones, Un tandem de choc, Demain à la une. Au cinéma, elle est l'un des rôles principaux de la comédie musicale, Stepping Out, sortie en 1991, aux côtés de Julie Walters. 
En 1995, elle joue dans une nouvelle version de Company, considérée comme l'une des premières comédies musicales à aborder des thèmes d'adultes comme les relations. Chorégraphiée par Rob Marshall, cette version moderne est présentée au public à partir du 5 octobre 1995, pour 60 représentations.  
En 1996, elle fait partie de la comédie dramatique Mrs. Winterbourne, qui rassemble Shirley MacLaine, Ricki Lake et Brendan Fraser. Ce film est un remake du film français J'ai épousé une ombre de Robin Davis (1983), lui-même remake du film américain Chaînes du destin de Mitchell Leisen (1950).  
Cette même année, elle côtoie Sarah Jessica Parker pour la comédie musicale Once Upon a Mattress, une nouvelle version présentée à Broadway.

### Ally McBeal, la révélation

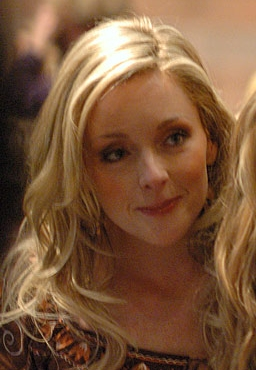
Jane Krakowski, au Festival du film de Sundance, en 2005.

De 1997 à 2002, Jane Krakowski joue l'assistante, Elaine Vassal, une secrétaire pipelette dans la série Ally McBeal, popularisée par son interprète principale, Calista Flockhart. La série rencontre un succès critique et public important. Écrite par un avocat de formation, David E. Kelley, le show prend place au cœur d'un cabinet d'avocats et nous dévoile les coulisses judiciaires et sentimentales des héros.   
Bénéficiant d'un ton décalé, d'une image pop et luminaire et d'un cadre propice à la comédie. Jane Krakowski se retrouve nommée pour le Golden Globes de la meilleure actrice dans un second rôle dans une série télévisée, en 1999. Cette même année, l'ensemble de la distribution est récompensée lors de la prestigieuse cérémonie des Screen Actors Guild Awards.  
Parallèlement à ses engagements pour la série, l'actrice continue d'être active au cinéma. Elle décroche un second rôle dans la comédie romantique et musicale, Danse passion (1998) qui met en vedette Vanessa Lynn Williams et enchaîne, l'année d'après, avec le film noir Go avec Katie Holmes et Timothy Olyphant.   
En 2000, elle joue dans la comédie familiale Les Pierrafeu à Rock Vegas. Reprenant l'univers de la série animée télévisée Les Pierrafeu, l'action se situe avant le premier film La Famille Pierrafeu sorti en 1994. Cette année marque également les débuts de son travail dans le doublage.    
Elle prête sa voix à la série télévisée d'animation Michat-Michien pour deux épisodes, l'un diffusé en 2000 et l'autre en 2005. Elle participe au téléfilm né de la série, CatDog: The Great Parent Mystery et double un des personnages du film d'animation L'Âge de glace, énorme succès critique et public.   
En 2001, Jane Krakowski est nommée pour le Satellite Awards de la Meilleure actrice dans une série télévisée comique ou musicale pour Ally McBeal.   
En 2002, Jim Brickman publie l'album Love Songs & Lullabies dans lequel Jane Krakowski participe notamment sur le morceau You, qui est devenu un succès sur les stations de radios. Brickman et Krakowski enregistrent une version pour la période de Noël. Jane Krakowski participera également à l'album Broadway Cares: Home for the Holidays, avec la chanson Santa Baby.    

### Broadway, la consécration

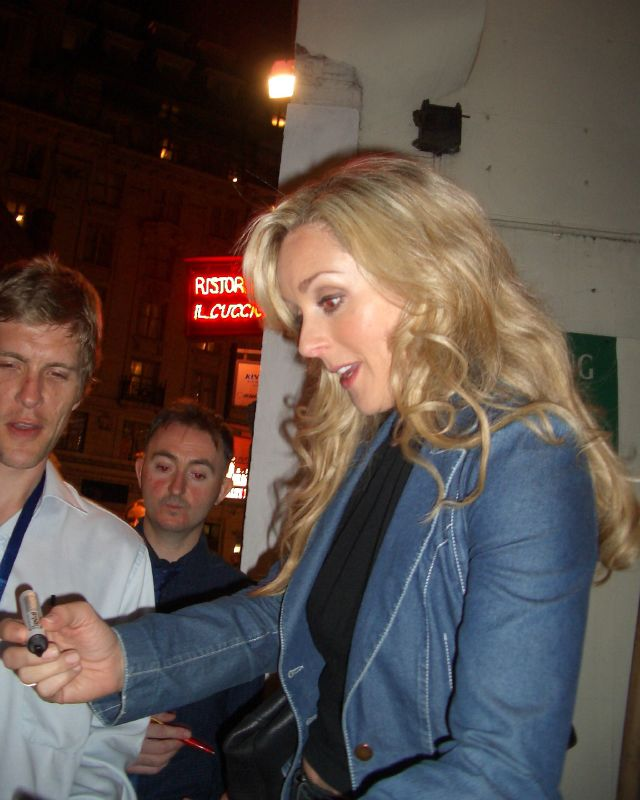
Jane Krakowski, en 2005, lors d'une séance d'autographe, à la sortie d'une représentation de la pièce Guys and Dolls, à Londres.

Une fois le tournage d'Ally McBeal bouclé, l'actrice ne diminue pas la cadence de ses apparitions. C'est ainsi qu'on la retrouve à jouer les guest star dans un épisode d'Everwood et dans un épisode des séries Le Justicier de l'ombre ainsi que New York, unité spéciale. 
En 2003, elle fait office de second rôle et accompagne Lisa Kudrow et Damon Wayans pour la comédie romantique Marci X, mais ce projet est un échec commercial et critique. Cette même année, elle joue dans un film indépendant, When Zachary Beaver Came to Town, nommé pour le titre de Meilleur Film indépendant lors des Casting Society of America (CSA Awards) de 2005. 
On la retrouve également à Broadway pour une nouvelle version de la comédie musicale Nine. La performance athlétique de l'actrice, chanteuse et danseuse reçoit les éloges de la part de la profession. Elle remporte le Tony Award de la meilleure actrice dans une comédie musicale ainsi que le Drama Desk Awards.  
En 2004, elle est l'une des têtes d'affiche de la comédie dramatique Irrésistible Alfie avec Jude Law, Marisa Tomei, Omar Epps et Nia Long. L'action d'Alfie, le dragueur, film d'origine réalisé en 1966, se déroulait à Londres, en Angleterre. Celle d'Irrésistible Alfie se déroule à New York, dans le quartier de Manhattan, afin de créer un film à destination de la nouvelle génération. Cette version est acclamée par la critique.
En 2005, elle interprète Miss Adelaide aux côtés d'Ewan McGregor dans le renouveau de la pièce Guys and Dolls. La profession la récompense avec un Laurence Olivier Awards de la meilleure actrice dans une comédie musicale, en 2006.   
Elle enchaîne avec un cabaret appelé Better When it's Banned, qui présente diverses chansons des années 1920 et 1930, qui ont été jugées raciales à l'époque de leurs sorties initiales.  
Côté cinéma, elle rejoint Evan Rachel Wood pour la comédie dramatique indépendante Pretty Persuasion de Marcos Siega, qui sera récompensé au Festival du film d'Oldenburg. Cette même année, elle joue dans le téléfilm Trop jeune pour être mère avec Danielle Panabaker. Il a été vu par environ 4,2 millions de téléspectateurs lors de sa première diffusion américaine, un succès pour cette production du réseau Lifetime.
Côté doublage, elle prête sa voix au personnage Breezy, dans la série d'animation Rocket Power.

### 30 Rock, retour télévisuel remarqué
Elle signe ses retrouvailles, à la télévision, dans un rôle au premier plan, pour la sitcom américaine 30 Rock, une création de et avec Tina Fey mais également Alec Baldwin, Tracy Morgan et Jack McBrayer, qui complètent la distribution principale. 
Diffusée sur le réseau NBC et en simultané sur Citytv au Canada ainsi que sur Canal+, en France, et depuis septembre 2010 sur Direct Star et rediffusée sur Comédie+, cette série est acclamée par la profession et signe un réel succès auprès du public. Sa popularité est si importante, que certaines personnalités sont déjà apparues dans le show en tant qu'elles-mêmes ou comme personnages fictifs. Ainsi Oprah Winfrey, Whoopi Goldberg, Conan O'Brien, Al Gore, Calvin Klein, John McEnroe ou Jon Bon Jovi apparaissent dans un épisode, jouant leur propre rôle. La liste ne s'arrête pas la et on compte une pléiade de personnalités invitées qui ont tenu des rôles dans la série, ainsi l'actrice Isabella Rossellini joue l'ex-femme de Jack Donaghy, tandis que Jennifer Aniston, Emily Mortimer, Edie Falco, Salma Hayek ou Elizabeth Banks jouent le rôle de petites amies de Jack. Dean Winters, Steve Martin, Wayne Brady, Jon Hamm, Matt Damon puis James Marsden sont tour à tour des compagnons de Liz Lemon. David Schwimmer ou Carrie Fisher interviennent également.
La performance comique de Jane Krakowski est une nouvelle fois saluée par une longue série de nominations au titre de Meilleure actrice, notamment lors du Festival de télévision de Monte-Carlo, ou elle est nommée cinq années consécutives. De plus, elle décroche également 4 citations au Primetime Emmy Awards de la meilleure actrice dans un second rôle, cette cérémonie prestigieuse est considérée comme l'équivalent des Oscars pour la télévision. 
Entre-temps, elle prête sa voix à l'un des personnages phares du film d'animation Les Rebelles de la forêt, sorti en 2006, un rôle qu'elle reprendra également pour le second volet, sorti en 2008. Elle double également, le temps d'un épisode, un personnage de la série emblématique Les Simpson.
En 2008, au cinéma, elle décroche un second rôle dans la comédie The Rocker, avec, entre autres, Christina Applegate et Emma Stone. Elle joue également dans la comédie familiale Kit Kittredge: journaliste en herbe avec Abigail Breslin en tête d'affiche, une production saluée par la critique. Elle fait face à Cheyenne Jackson et Sean Hayes, dans le rôle de Lola, pour la pièce Damn Yankees. 
En 2009, elle s'essaie au film fantastique pour L'Assistant du vampire avec Salma Hayek, Chris Massoglia et Ray Stevenson.

### Kimmy Schmidt, la confirmation

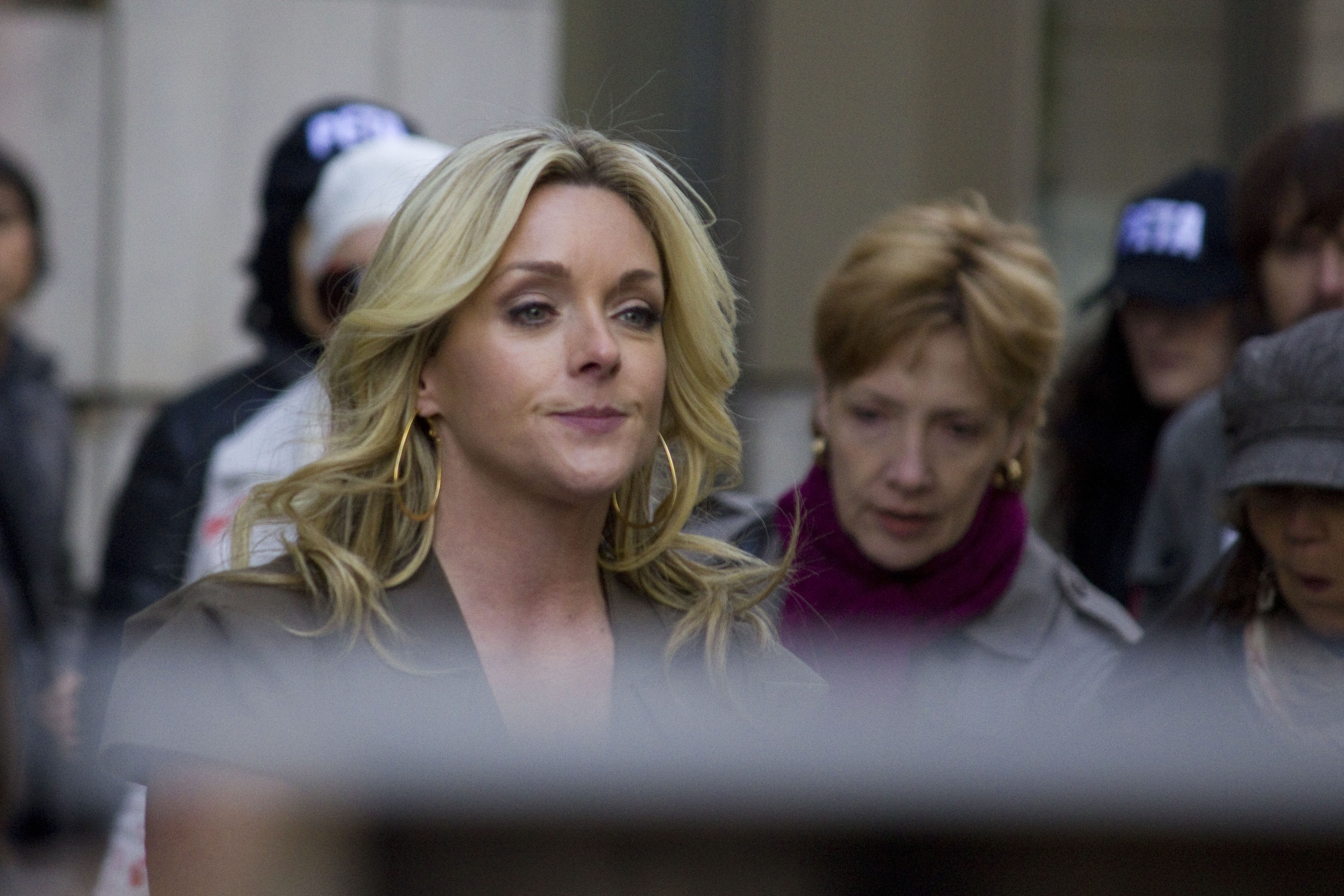
Jane Krakowski, en 2011, sur le tournage de la série 30 Rock.

L'actrice ne marque pas de pause après l'arrêt de la série : elle fait une apparition en tant que guest dans un épisode de la série télévisée Modern Family, en 2014. Elle retrouve d'ailleurs ce même rôle en 2017 et 2018, toujours le temps d'une apparition. 
En tant que doubleuse, elle officie sur un épisode de la série d'animation American Dad!, en 2014. Puis, en 2016 pour Robot Chicken.
Au cinéma, après avoir joué dans des productions principalement issues du cinéma indépendant, elle fait un retour, en 2015, à l'affiche de la comédie de science-fiction Pixels avec Adam Sandler et Kevin James. Elle joue la première dame Jane Cooper. Ce blockbuster reçoit un accueil mitigé de la part de la critique et du public.  
Elle apparaît aussi dans un épisode de la série Younger, juste avant de signer pour un nouveau rôle important. En effet, à partir de 2015, elle rejoint la distribution principale de la comédie, diffusée et créée par la plateforme Netflix, Unbreakable Kimmy Schmidt ce qui lui permet de décrocher sa cinquième nomination pour un Emmy Awards. Cette série au format sitcom est créée par Tina Fey ; elle suit le parcours de Kimmy, une jeune femme de 29 ans qui part vivre à New York après avoir passé quinze ans sous terre, dans un bunker, en compagnie de trois autres femmes et du révérend-gourou qui leur a fait croire que l'apocalypse avait eu lieu. Jane Krakowski incarne la richissime et égocentrique Jacqueline Voorhees, d'abord employeur puis amie de la protagoniste principale.  
La prestation comique de Jane est à nouveau reconnue et l'actrice remporte le Critics Choice Television Awards de la meilleure actrice dans un second rôle ainsi qu'un Gold Derby Awards. 
Parallèlement, en 2016, elle joue le rôle de Ilona Ritter dans la nouvelle version de la pièce de Broadway, She Loves Me avec Laura Benanti et Zachary Levi. La comédie musicale ouvre ses portes le 17 mars 2016, la performance de Krakowski séduit et lui permet de confirmer son statut. Elle remporte le Fred and Adele Astraire Awards de la meilleure danseuse dans un spectacle de Broadway et décroche un second Drama Desk Awards ainsi que son premier Outer Critics Circle Award du meilleur second rôle féminin dans une comédie musicale et obtient une nouvelle citation pour un Tony Awards. 
En 2017, elle donne de la voix pour plusieurs séries télévisées d'animation telles que Princesse Sofia, BoJack Horseman et Raiponce, la série. Elle se joint aussi à la comique Maya Rudolph pour le téléfilm musical de fin d'année A Christmas Story Live!, et avec qui elle travaille sur un film d'animation intitulé The Willoughbys. 
Cette même année, après quatre saisons, la série Unbreakable Kimmy Schmidt tire sa révérence. La plateforme Netflix pourrait conclure, à l'image de Sense8, la série de Tina Fey par le biais d'un téléfilm ou d'un film. Finalement, à la suite du succès de l'épisode interactif de la série Black Mirror, c'est ce procédé qui sera utilisé afin de clore convenablement les intrigues de Kimmy Schmidt, avec un film interactif intitulé Kimmy contre le révérend. Fey, aussi créatrice de 30 Rock, envisage dans le même temps un reboot de cette dernière série toujours en collaboration avec le réseau NBC, un projet aussi abordé par Jane Krakowski. 
En 2019, elle rejoint la distribution de la série Dickinson, produite par Apple, qui racontera la vie de la célèbre poétesse Emily Dickinson. Elle y interprète la mère du personnage principal joué par Hailee Steinfeld. Elle apparaît aussi dans un épisode de la série de RuPaul, AJ and the Queen.  

#### Vie privée
Jane Krakowski a été en couple avec l'acteur britannique Julian Ovenden.
En 2007, elle entretient une relation avec le réalisateur et producteur américain Marc Singer, qu'elle a rencontré lors d'une projection de Children Of Men (Les Fils de l'homme), en 2006. 
En 2010, elle se marie au styliste Robert Godley. Le 13 avril 2011, elle met au monde un fils, Bennett Robert Godley, à New York. Elle divorce de Robert Godley en 2013. 

## Filmographie

### Cinéma

#### Court métrage
- 2016 : Mildred & The Dying Parlor de Alexander H. Gayner : Tutti

#### Longs métrages
- 1983 : Bonjour les vacances (Vacation) de Harold Ramis : Cousine Vicki
- 1987 : Liaison fatale (Fatal Attraction) de Adrian Lyne : Babysitteur
- 1991 : Stepping Out de Lewis Gilbert : Lynne
- 1996 : Mrs. Winterbourne de Richard Benjamin : Christine
- 1997 : Hudson River Blues de Nell Cox : Diane
- 1998 : Danse passion (Dance with Me) de Randa Haines : Patricia
- 1999 : Go de Doug Liman : Irene
- 2000 : Les Pierrafeu à Rock Vegas (The Flintstones in Viva Rock Vegas) de Brian Levant : Betty Laroche
- 2003 : Marci X de Richard Benjamin : Lauren Farb
- 2003 : When Zachary Beaver Came to Town de John Schultz : Heather Wilson
- 2004 : Irrésistible Alfie (Alfie) de Charles Shyer : Dorie
- 2005 : Pretty Persuasion de Marcos Siega : Emily Klein
- 2008 : The Rocker de Peter Cattaneo : Carol
- 2008 : Kit Kittredge, journaliste en herbe (Kit Kittredge: An American Girl) de Patricia Rozema  : Miss Dooley
- 2009 : L'Assistant du vampire de Paul Weitz : Corma Limbs
- 2014 : Adult Beginners de Ross Katz : Miss Jenn
- 2014 : Big Stone Gap de Adriana Trigiani : Sweet Sue Tinsley
- 2015 : Pixels de Chris Columbus : la première dame Jane Cooper
- prochainement : The Man with the Bag d'Adam Shankman

### Télévision

#### Téléfilms
- 1983 : No Big Deal de Robert Charlton : Margaret
- 1989 : When We Were Young de Daryl Duke : Linda Rosen
- 1991 : Women & Men 2: In Love There Are No Rules de Walter Bernstein, Mike Figgis et Kristi Zea : Melba
- 2002 : Just a Walk in the Park de Steven Schachter : Rachel Morgan
- 2004 : Taste de Andy Cadiff : Samantha Neal
- 2004 : A Christmas Carol (en) de Arthur Allan Seidelman : le fantôme des Noël passés / Streetlamp Lighter
- 2005 : Trop jeune pour être mère (Mom at Sixteen) de Peter Werner : Donna Cooper
- 2006 : Sex, Power, Love & Politics de Pamela Fryman : Sloan
- 2008 : A Muppets Christmas: Letters to Santa de Kirk R. Thatcher (en) : la mère de Claire
- 2008 : TV's 50 Funniest Catch Phrases de Brad Lachman : la narratrice
- 2014 : Dead Boss de Barry Sonnenfeld : Helen Stephens
- 2016 : She Loves Me de David Horn (téléfilm musical) : Ilona
- 2017 : A Christmas Story Live! de Scott Ellis et Alex Rudzinski : Miss Shields
- 2020 : Unbreakable Kimmy Schmidt : Kimmy contre le révérend de Claire Scanlon : Jacqueline White

#### Séries télévisées
- 1983 : ABC Weekend Specials : Lizzie Dodge (saison 6, épisode 3)
- 1984-1986 : Search for Tomorrow : Rebecca 'T.R.' Kendall (103 épisodes)
- 1989 : Another World : Tonya (9 épisodes)
- 1991 : Against the Law : (saison 1 épisode 16)
- 1993 : Queen (mini série) : Jane (saison 1, épisodes 1 et 3)
- 1993 : Les Aventures du jeune Indiana Jones : Dale Winter (saison 2, épisode 5)
- 1995 : Un tandem de choc (Due South) : Katherine Burns (saison 1 épisode 18)
- 1996 : Demain à la une (Early Edition) : Dr Amy Handelman  (saison 1 épisode 3)
- 1997-2002 : Ally McBeal : Elaine Vassal (112 épisodes)
- 2002 : Everwood : Dr Gretchen Trott (saison 1 épisode 6 et 16)
- 2004 : Le Justicier de l'ombre : Mrs. Smith (saison 2 épisode 17)
- 2004 : New York, unité spéciale: Emma Spevak (saison 5, épisode 23)
- 2006-2013 : 30 Rock : Jenna Maroney (137 épisodes)
- 2014-2018 : Modern Family : Dr Donna Duncan (saison 5 épisode 12, saison 8, épisode 16 et saison 9, épisode 22)
- 2015-2019 : Unbreakable Kimmy Schmidt : Jacqueline Voorhees / Jacqueline White (51 épisodes)
- 2015 : Younger : Annabelle Bancroft (saison 1 épisode 6)
- 2017 : Difficult People : Lizzie McCormick (saison 3, épisode 5)
- 2018 : Drunk History : Sheralee (saison 5, épisode 4)
- 2019 - 2021 : Dickinson : Mme Dickinson
- 2020 : AJ and the Queen : Beth (saison 1, épisode 9)
- 2020 : Larry et son nombril : Veronica (saison 10, épisode 7)
- 2024 : Elsbeth (saison 1, épisode 3) : Joann

## Doublage

### Cinéma
- 2002 : L'Âge de glace (Ice Age) de Chris Wedge et Carlos Saldanha : Rachel (voix)

- 2006 : Les Rebelles de la forêt (Open Season) de Roger Allers, Jill Culton et Anthony Stacchi : Gisele  (voix)
- 2008 : Les Rebelles de la forêt 2 (Open Season 2) de Matthew O'Callaghan et Todd Wilderman  : Gisele  (voix)
- 2018 : Henchmen de Adam Wood : Jane (voix)
- 2020 : La Famille Willoughby (The Willoughbys) de Kris Pearn : La maman (voix)

### Télévision
- 2000 - 2005 : Michat-Michien (CatDog) (série télévisée) : CatDog's Mother / Pussy Cat Catfield (voix) (saison 3, épisode 2 et 12)
- 2001 : CatDog: The Great Parent Mystery de Steven Banks (téléfilm) : CatDog's Mother / Pussycat Catfield (voix)
- 2002 - 2004 : Rocket Power (série télévisée) : Breezy (voix) (saison 3, épisode 7, 19)
- 2013 : Les Simpson (série télévisée) : Zhenya (voix) (saison 24 épisode 20)
- 2014 : American Dad! (série télévisée) : Charlotte (voix) (saison 10 épisode 1)
- 2016 : Robot Chicken (série télévisée) : Headless Headmistress Bloodgood (voix) (saison 8, épisode 16)
- 2017 : Princesse Sofia (série télévisée) : Sizzle (voix, saison 4, épisode 7)
- 2017 : BoJack Horseman (série télévisée) : Honey Sugarman (voix, 1 épisode)
- 2017 : Raiponce, la série (série télévisée) : Willow (voix, 1 épisode)
- 2020 : Escape from Virtual Island (série télévisée) : Mrs. Ambrose (voix)

## Théâtre
Sauf indication contraire ou complémentaire, les informations mentionnées dans cette section proviennent de la base de données IBDb.
- 1987-1989 : Starlight Express : du 15 mars 1987 au 8 janvier 1989
- 1989-1992 : Grand Hotel : du 12 novembre 1989 au 25 avril 1992
- 1995 : Company : du 5 octobre au 3 décembre 1995
- 1996 : Tartuffe : du 30 mai au 23 juin 1996
- 1996-1997 : Once Upon a Mattress : du 19 décembre 1996 au 1er juin 1997
- 2002 : Funny Girl : représentation unique le 23 septembre 2002
- 2003 : Nine : du 10 avril au 14 décembre 2003
- 2011 : She Loves Me : représentation unique le 5 décembre 2011
- 2016 : She Loves Me : du 17 mars au 10 juillet 2016
- 2018 : Concert hommage du classique Disney, La Belle et la Bête : les 25 et 26 mai 2018

## Discographie
Jane Krakowski sort son premier album solo, le 15 juillet 2010. C'est un album de reprises intitulé Laziest Gal In Town, sous le label DRG Records. 
- 1992 : Grand Hotel (Spectacle musical de Broadway)
- 1995 : Company (Spectacle musical de Broadway)
- 1997 : Once Upon a Mattress (Spectacle musical de Broadway)
- 1997 : Sondheim at the Movies (Spectacle musical de Broadway avec la chanson Sooner or Later du film Dick Tracy - élu Oscar de la meilleure musique de film)
- 1998 : The Burt Bacharach Album
- 2002 : A Broadway Valentine
- 2003 : Nine (Spectacle musical de Broadway)
- 2004 : A Christmas Carol (avec l'ensemble de la distribution du téléfilm)
- 2010 : The Laziest Gal in Town (Album solo)
- 2016 : She Loves Me (Spectacle musical de Broadway)

## Distinctions

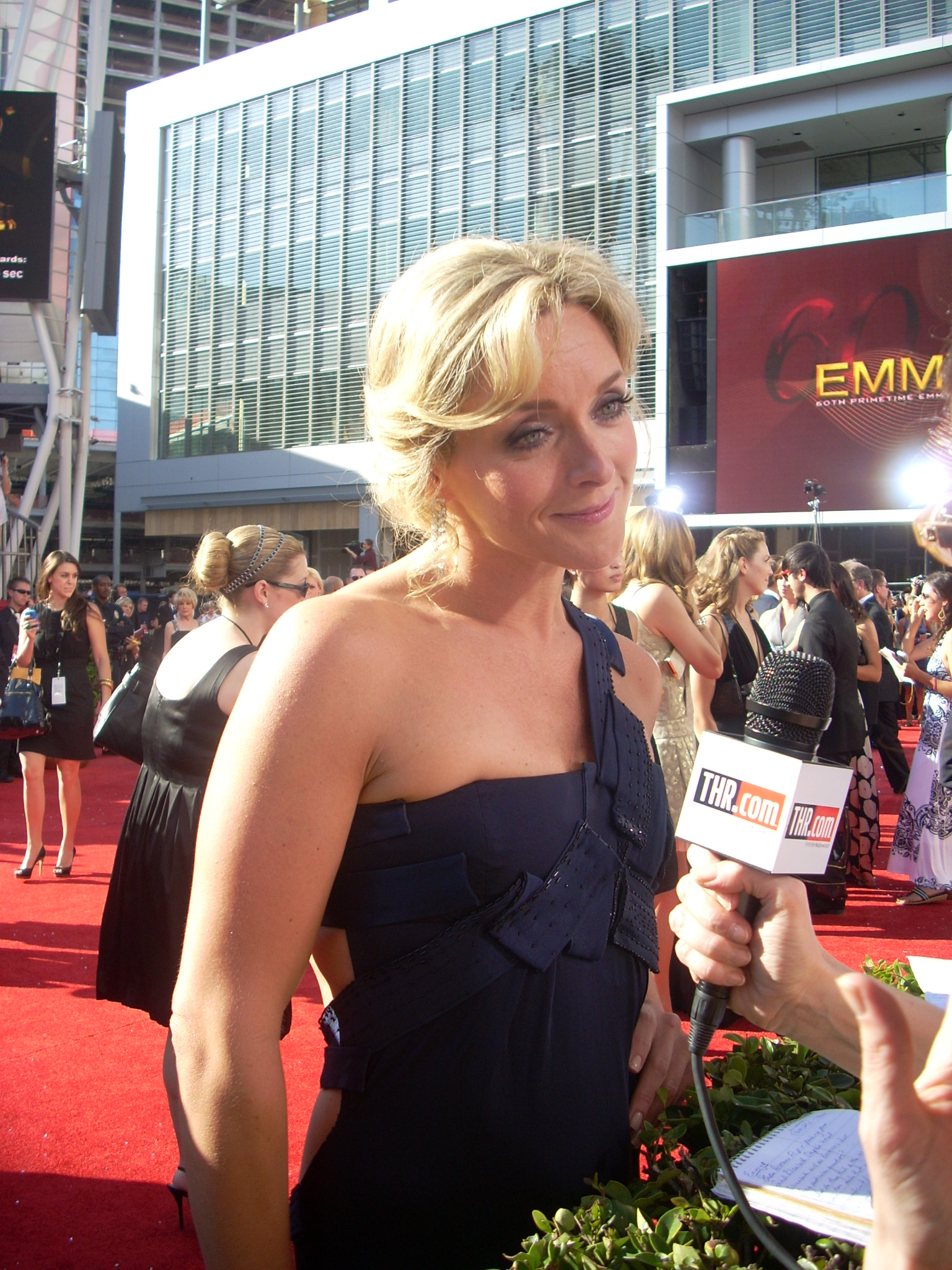
Jane Krakowski, lors des Emmy Awards de 2008.

Sauf indication contraire ou complémentaire, les informations mentionnées dans cette section proviennent des bases de données IMDb et IBDb.

### Récompenses
- 5e cérémonie des Screen Actors Guild Awards 1999 :  Meilleure distribution pour une série comique pour Ally McBeal (1997-2002) partagé avec Gil Bellows, Lisa Nicole Carson, Portia de Rossi, Lucy Liu, Peter MacNicol, Vonda Shepard, Greg Germann, Calista Flockhart et Courtney Thorne-Smith.
- 2003 : Drama Desk Awards de la meilleure interprétation féminine dans une comédie musicale pour Nine (2003).
- 57e cérémonie des Tony Awards 2003 : Meilleure actrice dans une comédie musicale pour Nine (2003).
- 2006 : Olivier Award de la meilleure actrice dans une comédie musicale pour Guys and Dolls (2006).
- 5e cérémonie des Screen Actors Guild Awards 2009 : Meilleure distribution pour une série télévisée comique pour 30 Rock (2006-2013) partagée avec Scott Adsit, Alec Baldwin, Katrina Bowden, Tina Fey, Kevin Dotcom Brown, Judah Friedlander, Jack McBrayer, Tracy Morgan, Maulik Pancholy et Keith Powell.
- 2016 : Drama Desk Awards de la meilleure interprétation féminine dans une comédie musicale  pour She Loves Me (2016).
- 2016 : Outer Critics Circle Award Meilleure second rôle féminin dans une comédie musicale  pour She Loves Me (2016).
- Critics Choice Television Awards 2016 : Meilleure actrice dans un second rôle dans une série télévisée comique pour Unbreakable Kimmy Schmidt (2015-2019).
- 2016 : Gold Derby Awards de la meilleure actrice dans un second rôle dans une série télévisée comique pour Unbreakable Kimmy Schmidt (2015-2019).
- 2017 : Online Film & Television Association Awards de la  meilleure actrice dans un second rôle dans une série télévisée comique pour Unbreakable Kimmy Schmidt (2015-2019).

### Nominations
- Daytime Emmy Awards 1986 : Meilleure jeune actrice dans une série télévisée dramatique pour Search for Tomorrow (1984-1986).
- Daytime Emmy Awards 1987 : Meilleure jeune actrice dans une série télévisée dramatique pour Search for Tomorrow (1984-1986).
- 1990 : Drama Desk Awards de la meilleure interprétation féminine dans une comédie musicale pour Grand Hotel (1989).
- 44e cérémonie des Tony Awards 1990 : Meilleure actrice dans une comédie musicale pour Grand Hotel (1989).
- 4e cérémonie des Screen Actors Guild Awards 1998 : Meilleure distribution pour une série comique pour Ally McBeal (1997-2002) partagée avec Gil Bellows, Lisa Nicole Carson, Greg Germann, Calista Flockhart et Courtney Thorne-Smith.
- 56e cérémonie des Golden Globes 1999 : Meilleure actrice dans un second rôle dans une série, une mini-série ou un téléfilm pour Ally McBeal (1997-2002).
- 6e cérémonie des Screen Actors Guild Awards 2000 : Meilleure distribution pour une série comique partagé avec Gil Bellows, Lisa Nicole Carson, Portia de Rossi, Lucy Liu, Peter MacNicol, Vonda Shepard, Greg Germann, Calista Flockhart et Courtney Thorne-Smith.
- 7e cérémonie des Screen Actors Guild Awards 2001 : Meilleure distribution pour une série télévisée comique pour Ally McBeal (1997-2002) partagée avec Lisa Nicole Carson, Portia de Rossi, Robert Downey Jr., Calista Flockhart, Greg Germann, James Le Gros, Lucy Liu, Peter MacNicol ET Vonda Shepard.
- 5e cérémonie des Satellite Awards 2001 : Meilleure actrice dans une série télévisée musicale ou comique pour Ally McBeal (1997-2002).
- 2008 : Gold Derby Awards de la meilleure distribution dans une série télévisée comique pour 30 Rock (2006-2013).
- 2008 : Festival de télévision de Monte-Carlo  de la meilleure actrice dans une série télévisée comique pour 30 Rock (2006-2013).
- 14e cérémonie des Screen Actors Guild Awards 2008 : Meilleure distribution pour une série télévisée comique dans pour 30 Rock (2006-2013) partagée avec Scott Adsit, Alec Baldwin, Katrina Bowden, Kevin Dotcom Brown, Grizz Chapman, Tina Fey, Judah Friedlander, Jack McBrayer, Tracy Morgan, Maulik Pancholy, Keith Powell et Lonny Ross.
- 2009 : Festival de télévision de Monte-Carlo de la meilleure actrice dans une série télévisée comique pour 30 Rock (2006-2013).
- 61e cérémonie des Primetime Emmy Awards 2009 : Meilleure actrice dans un second rôle dans une série télévisée comique pour 30 Rock (2006-2013).
- 2009 : Online Film & Television Association Awards de la meilleure actrice dans un second rôle dans une série télévisée comique pour 30 Rock (2006-2013).
- 2010 : Online Film & Television Association Awards de la meilleure actrice dans un second rôle dans une série télévisée comique pour 30 Rock (2006-2013).
- 16e cérémonie des Screen Actors Guild Awards 2010 : Meilleure distribution pour une série télévisée comique pour 30 Rock (2006-2013) partagée avec Scott Adsit, Alec Baldwin, Katrina Bowden, Kevin Dotcom Brown, Grizz Chapman, Tina Fey, Judah Friedlander, John Lutz, Jack McBrayer, Tracy Morgan et Keith Powell.
- 62e cérémonie des Primetime Emmy Awards 2010 : Meilleure actrice dans un second rôle dans une série télévisée comique pour 30 Rock (2006-2013).
- 2010 : Festival de télévision de Monte-Carlo de la meilleure actrice dans une série télévisée comique pour 30 Rock (2006-2013).
- 2010 : Gold Derby Awards de la meilleure actrice dans un second rôle dans une série télévisée comique pour 30 Rock (2006-2013).
- 17e cérémonie des Screen Actors Guild Awards 2011 : Meilleure distribution pour une série télévisée comique pour 30 Rock (2006-2013) partagée avec Scott Adsit, Alec Baldwin, Katrina Bowden, Kevin Dotcom Brown, Grizz Chapman, Tina Fey, Judah Friedlander, John Lutz, Jack McBrayer, Tracy Morgan, Maulik Pancholy et Keith Powell.
- 2011 : Festival de télévision de Monte-Carlo de la meilleure actrice dans une série télévisée comique pour 30 Rock (2006-2013).
- 63e cérémonie des Primetime Emmy Awards 2011 : Meilleure actrice dans un second rôle dans une série télévisée comique pour 30 Rock (2006-2013).
- 1re cérémonie des Critics' Choice Television Awards 2011 : Meilleure actrice dans un second rôle dans une série comique pour 30 Rock (2006-2013).
- 18e cérémonie des Screen Actors Guild Awards 2012 : Meilleure distribution pour une série télévisée comique pour 30 Rock (2006-2013) partagée avec Scott Adsit, Alec Baldwin, Katrina Bowden, Kevin Dotcom Brown, Grizz Chapman, Tina Fey, Judah Friedlander, John Lutz, Jack McBrayer, Tracy Morgan, Maulik Pancholy et Keith Powell.
- 2012 : Festival de télévision de Monte-Carlo de la meilleure actrice dans une série télévisée comique pour 30 Rock (2006-2013).
- 2012 : Online Film & Television Association Awards de la meilleure actrice dans un second rôle dans une série télévisée comique pour 30 Rock (2006-2013).
- 2012 : Gold Derby Awards de la meilleure actrice dans un second rôle dans une série télévisée comique pour 30 Rock (2006-2013).
- 19e cérémonie des Screen Actors Guild Awards 2013 : Meilleure distribution pour une série télévisée comique pour 30 Rock (2006-2013) partagée avec Tina Fey, Alec Baldwin, Tracy Morgan, Jack McBrayer, Scott Adsit, Judah Friedlander et Keith Powell.
- 2013 : Online Film & Television Association Awards de la meilleure actrice dans un second rôle dans une série télévisée comique pour 30 Rock (2006-2013).
- 2013 : Gold Derby Awards de la meilleure actrice dans un second rôle dans une série télévisée comique pour 30 Rock (2006-2013).
- 65e cérémonie des Primetime Emmy Awards 2013 : Meilleure actrice dans un second rôle dans une série télévisée comique pour 30 Rock (2006-2013).
- 20e cérémonie des Screen Actors Guild Awards 2014 : Meilleure distribution pour une série télévisée comique pour 30 Rock (2006-2013) partagée avec Scott Adsit, Alec Baldwin, Katrina Bowden, Kevin Dotcom Brown, Grizz Chapman, Tina Fey, Judah Friedlander, John Lutz, James Marsden, Jack McBrayer, Tracy Morgan, Keith Powell et Keith Powell.
- 2014 : Gay and Lesbian Entertainment Critics Association (GALECA) de l'interprétation musicale à la télévision de l'année dans une série télévisée comique pour 30 Rock (2006-2013).
- 2014 : Gold Derby Awards de la meilleure actrice guest dans une série télévisée comique pour Modern Family (2014-2018).
- 2015 : Gold Derby Awards de la meilleure actrice dans un second rôle dans une série télévisée comique pour Unbreakable Kimmy Schmidt (2015-2019).
- 67e cérémonie des Primetime Emmy Awards 2015 : Meilleure actrice dans un second rôle dans une série télévisée comique pour Unbreakable Kimmy Schmidt (2015-2019).
- 70e cérémonie des Tony Awards 2016 : Meilleure actrice dans une comédie musicale pour She Loves Me (2016).
- 2017 : Gold Derby Awards de la meilleure actrice dans un second rôle dans une série télévisée comique pour Unbreakable Kimmy Schmidt (2015-2019).
- 2019 : Gracie Allen Awards de la meilleure actrice dans un second rôle dans une série télévisée comique pour Unbreakable Kimmy Schmidt (2015-2019).
- 2019 : Gold Derby Awards de la meilleure actrice dans un second rôle dans une série télévisée comique de la décennie pour 30 Rock (2006-2013).

## Voix francophones
En France, Véronique Alycia est la voix française régulière de Jane Krakowski.
En France
| - Véronique Alycia dans : - Ally McBeal (série télévisée) - Le Justicier de l'ombre (série télévisée) - Everwood (série télévisée) - New York, unité spéciale (série télévisée) - Irrésistible Alfie - Trop jeune pour être mère (téléfilm) - The Rocker - 30 Rock (série télévisée) - Unbreakable Kimmy Schmidt (série télévisée) - Younger (série télévisée) | Et aussi - Nathalie Régnier dans Les Pierrafeu à Rock Vegas - Dorothée Jemma dans Mrs. Winterbourne - Maureen Dor dans L'Âge de glace (voix) - Alexia Lunel dans Elsbeth (série télévisée) |